# باشگاه فوتبال دارایی تهران
باشگاه فوتبال دارایی یک باشگاه فوتبال ایرانی در شهر تهران می‌باشد. این باشگاه در سال ۱۳۱۵ با نام اولیه خورشید، تأسیس شده‌است. این تیم از قدیمی‌ترین تیم‌های فوتبال ایران است. دارایی از نخستین تیم‌های تهران بود که طرفدار خودش را داشت و دیدار توفان و دارایی در سال ۱۳۲۴ نخستین مسابقه مهم و تاریخ ساز باشگاهی در ایران بود که ۱۵ هزار تماشاگر داشت.
در سال ۱۴۰۰ دارایی تهران احیا و در لیگ دسته سوم فوتبال ایران حاضر شد.

## پیشینه

### پیدایش و سال‌های نخست
سیدمحمد تدین که از شخصیت‌های برجسته علمی و سیاسی دوران قاجار و پهلوی بود و سوابق زیاد همچون ریاست مجلس شورای ملی، ریاست دانشگاه تهران و وزارت در کابینه‌های مختلف دوران رضا شاه را داشت پایه‌گذار تیم دارایی بود. تدین که به ورزش و فوتبال علاقه‌مند بود نخست تیمی با نام تدین پایه‌گذاری کرده بود که چندین مرتبه نیز قهرمان مسابقات فوتبال تهران شده بود. تدین در سال ۱۳۱۵ تیم فوتبال خورشید را به عنوان تیم دوم تدین پایه‌گذاری کرد. خورشید بعدها به دارایی تغییر نام داد و حتی با وجود انحلال تیم اصلی تدین به کار خود ادامه داد. دارایی در دهه‌های ۱۳۱۰ و ۱۳۲۰ از تیم‌های قدرتمند و پرطرفدار فوتبال تهران بود و در دهه ۱۳۲۰ در فصل‌های ۲۱–۱۳۲۰ و ۱۳۲۶ موفق به کسب عنوان قهرمانی مسابقات باشگاه‌های تهران شد.

### افول و اوج
کم‌کم از میانه‌های دهه ۱۳۲۰ با شکل گرفتن رقیبانی همچون شاهین و تاج از قدرت دارایی کاسته شد. در دهه ۱۳۳۰ دست تیم دارایی از قهرمانی در مسابقات باشگاهی و حذفی تهران کوتاه ماند. با آغاز دهه ۱۳۴۰ دارایی بازگشت قدرتمندی به فوتبال تهران داشت و توانست دو مرتبه دیگر قهرمان تهران شود. این تیم پس از کسب جام حذفی فوتبال تهران به جام قهرمانی فوتبال ایران راه یافت و برای نخستین بار قهرمان ایران شد.
انحلال
تیم دارایی در بهار ۱۳۴۷ توسط علی‌اکبر محب مدیرعاملش منحل شد که اعتراضات بسیاری را در پی داشت ولی تا سه سال منحل بود.
بازگشت
اما از ابتدای دهه ۱۳۵۰ به فوتبال ایران برگشت و توانست با قهرمانی در مسابقات باشگاه‌های تهران در ۱۳۵۳ جواز حضور در جام تخت جمشید را کسب کند. دارایی در جام تخت جمشید حضور موفقیت‌آمیزی نداشت و نتواست عنوان‌های قهرمانی دهه‌های پیشین را تکرار کند.

### دهه ۱۳۶۰
در پی انقلاب ۱۳۵۷ ایران مسابقات سراسری فوتبال برگزار نشدند. دارایی نیز دوباره به مسابقات باشگاه‌های تهران بازگشت و در فصل ۱۳۶۰ در دسته دوم این مسابقات قهرمان شد و در فصل ۱۳۶۱ در دسته اول این مسابقات حاضر شد. دارایی دو بار در فصل‌های ۱۳۶۶ و ۱۳۶۷ توانست به عنوان دومی این بازی‌ها نیز برسد. دارایی در نخستین دوره مسابقات باشگاهی سراسری بعد از انقلاب که با نام جام قدس برگزار شد نیز حاضر بود و توانست از گروهش صعود کند اما در نیمه‌نهایی شکست خورد و از صعود به فینال بازماند و عنوان سومی مشترک  را به دست آورد. در سال‌های بعد تیم دارایی افول کرد. از ۱۳۷۰ لیگ نوین فوتبال ایران این بار با نام جام آزادگان شروع به کار کرد اما دارایی در این لیگ حاضر نبود و کم‌کم نیز از سطح نخست فوتبال ایران و حتی تهران خارج شد.

## بازیکنان
فهرست بازیکنان در فصل ۹۹–۱۴۰۰
| شماره |       | نقش       | بازیکن           |
| ----- | ----- | --------- | ---------------- |
| ۱     | ایران | دروازه‌بان | رسول باجلوند     |
| ۲     | ایران | مدافع     | امیرحسین بابایی  |
| ۳     | ایران | مدافع     | امید شاهمرادی    |
| ۴     | ایران | مدافع     | محمد ضیایی پور   |
| ۵     | ایران | مدافع     | علی کاشانی       |
| ۶     | ایران | هافبک     | مهران عسگری      |
| ۷     | ایران | هافبک     | مجید صفری        |
| ۸     | ایران | هافبک     | مهرداد جعفری     |
| ۹     | ایران | مهاجم     | امیرحسین جمالی   |
| ۱۰    | ایران | مهاجم     | جواد باهوش       |
| ۱۱    | ایران | مهاجم     | محمدرضا پورحضرتی |
| ۱۲    | ایران | دروازه‌بان | امیرحسین باقری   |
| ۱۳    | ایران | مدافع     | محمد رخشان       |
| ۱۴    | ایران | هافبک     | مهدی عبدالله وند |
| ۱۵    | ایران | مدافع     | محمدحسین رحیمی   |
| ۱۶    | ایران | هافبک     | ابوالفضل رحمتی   |
| ۱۷    | ایران | مهاجم     | علیرضا سیدی      |
| ۱۸    | ایران | مدافع     | محمدعلی باقری    |
| ۲۰    | ایران | مدافع     | محمدمهدی شهپری   |
| ۲۱    | ایران | مدافع     | امید غلامرضایی   |
| ۲۲    | ایران | دروازه‌بان | ماهان پایمرد     |
| ۲۳    | ایران | هافبک     | دانیال رضوی      |
| ۲۴    | ایران | مهاجم     | نیما خیامی       |
| ۲۵    | ایران | هافبک     | مهدی تارودی      |
| ۲۷    | ایران | مدافع     | علی آشوری        |
| ۲۸    | ایران | هافبک     | محمدرضا مرادی    |
| ۶۶    | ایران | مهاجم     | آرش یوسف نژاد    |
| ۷۷    | ایران | هافبک     | محمد کیان        |
| ۸۸    | ایران | مهاجم     | حسین علی‌تبار     |
| ۹۶    | ایران | دروازه‌بان | هادی زرین ساعد   |

## بازیکنان سرشناس
- عبدالمجید بختیار (مجید بختیار)
- عصام معیر
- حسینعلی مبشر
- حسین فکری
- غلامحسین نوریان
- ناصر نوآموز
- اکبر افتخاری
- محراب شاهرخی
- عزیز اصلی
- مصطفی عرب
- جلال طالبی
- منصور پورحیدری
- پرویز قلیچ‌خانی
- حمید علیدوستی
- محمد نادری
- جعفر پوروزیری
- سعید مراغه چیان
- رضا نعلچگر
- عبدالصمد مرفاوی
- مصطفی اردستانی
- مهدی فنونی‌زاده
- رضا رضایی‌منش
- بهروز سلطانی

## مربیان سرشناس
- غلامحسین نوریان
- محسن حاج نصر الله
- جلال طالبی
- احمد طوسی
- امیر ابوطالب
- امیر حاج رضایی
- منصور امیرآصفی
- حسین کازرانی

## افتخارات
- جام قهرمانی ایران
  - قهرمان ایران (۱): ۱۳۴۱
- لیگ فوتبال ایران
  - مقام سوم ایران (۱) جام قدس ۶۹–۱۳۶۸
- جام باشگاه‌های تهران
  - قهرمان تهران(۷) : ۲۱–۱۳۲۰، ۱۳۲۲، ۱۳۲۶، ۱۳۲۷، ۴۱–۱۳۴۰، ۱۳۴۶، ۱۳۵۳
  - نایب قهرمان تهران (۶) : ۱۳۳۸، ۴۰–۱۳۳۹، ۱۳۴۴، ۴۵–۱۳۴۴، ۱۳۶۶، ۱۳۶۷
- جام حذفی تهران
  - قهرمان تهران(۲): ۱۳۲۵، ۱۳۴۰
  - نایب قهرمان تهران (۲)  : ۱۳۲۸، ۱۳۵۹

## کسبدو گانهوسه‌گانه
دارایی در فصل ۴۱__۱۳۴۰ بزرگترین افتخار فوتبال ایران را  به نام خود زد. این تیم جام باشگاه‌های تهران و جام حذفی فوتبال تهران را از آن خود ساخت و موفق به کسب دو گانه   شد. قبل از آن فقط  تاج تهران چنین افتخاری را در اختیار داشت. دارایی با این جام به عنوان  نماینده تهران راهی اصفهان شد  و با اقتدار جام قهرمانی ایران  را  هم تصاحب کرد تا نخستین باشگاهی در ایران باشد که موفق به کسب سه‌گانه شده است.
دارایی به مدت  هشت سال این رکورد را به تنهایی  در اختیار خود داشت. 

## نگارخانه

دارایی قهرمان جام حذفی تهران ۱۳۲۵
دارایی قهرمان جام باشگاه‌های تهران ۱۳۲۶
اردوی دارایی در شوروی در تابستان ۱۳۴۶
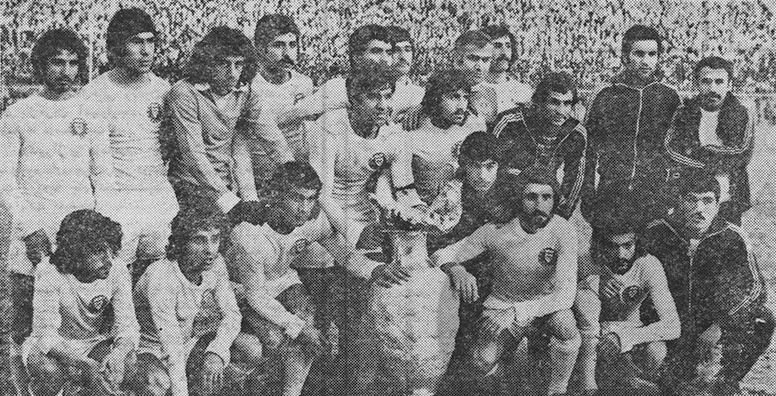
دارایی قهرمان جام باشگاه‌های تهران ۱۳۵۳